# Los Angeles Rams 2017
La stagione 2017 dei Los Angeles Rams è stata la 80ª della franchigia nella National Football League, la 51ª nell'area metropolitana di Los Angeles e la prima col nuovo capo-allenatore Sean McVay.
Il 4 dicembre, con la vittoria sugli Arizona Cardinals, la squadra si è assicurata la prima stagione con un record positivo dal 2003. Nel penultimo turno, superando i Tennessee Titans ha vinto il primo titolo di division in 14 stagioni e il primo a Los Angeles dal 1985. Nel primo turno di playoff i Rams sono stati subito eliminati in casa dagli Atlanta Falcons numero 6 del tabellone della NFC con un punteggio di 26-13. A fine anno il running back Todd Gurley fu premiato come miglior giocatore offensivo dell'anno della NFL.

## Scelte nel Draft 2017
| Scelte dei Rams nel Draft 2017 |        |                |       |                    |
| Giro                           | Scelta | Giocatore      | Ruolo | College            |
| 2                              | 44     | Gerald Everett | TE    | South Alabama      |
| 3                              | 69     | Cooper Kupp    | WR    | Eastern Washington |
| 3                              | 91     | John Johnson   | S     | Boston College     |
| 4                              | 117    | Josh Reynolds  | WR    | Texas A&M          |
| 4                              | 125    | Samson Ebukam  | LB    | Eastern Washington |
| 6                              | 189    | Tanzel Smart   | DT    | Tulane             |
| 6                              | 206    | Sam Rogers     | FB    | Virginia Tech      |
| 7                              | 234    | Ejuan Price    | LB    | Pittsburgh         |

## Staff
| Staff dei Los Angeles Rams nel 2017 |
| --- |
| Organi dirigenziali - Proprietario/Chairman: Stan Kroenke - Vice-presidente esecutivo – Kevin Demoff - General Manager – Les Snead - Direttore del personale dei giocatori – Taylor Morton - Direttore degli osservatori del college – Brad Holmes - Direttore del personale professionistico – Brian Xanders - Dir. valutazione giocatori, ricerca&analisi - J.W. Jordan - Assistente dir. personale professionistico - Ray Agnew Capo allenatore - Head Coach – Sean McVay - Assistente/Linebacker – Joe Barry Altri allenatori - Preparatore atletico – Ted Rath Allenatori dell'attacco - Coordinatore offensivo – Matt LaFleur - Quarterback – Greg Olson - Running Back – Skip Peete - Wide Receiver – Eric Yarber - Assistente Wide Receiver – Zac Taylor - Tight End – Shane Waldron - Offensive Line – Aaron Kromer - Assistente Offensive Line – Andy Dickerson - Controllo qualità – Zak Kromer Allenatori della difesa - Coordinatore difensivo – Wade Phillips - Defensive Line – Bill Johnson - Assistente Linebacker - Chris Shula - Cornerback - Aubrey Pleasant - Safety - Ejiro Evero - Controllo qualità – Thad Bogardus Allenatori dello special team - Coordinatore dello Special Team: John Fassel |

## Roster
| Roster dei Los Angeles Rams nel 2017 |
| --- |
| Quarterback - 16 Jared Goff - 14 Sean Mannion - 8 Brandon Allen Running Back - 39 Malcolm Brown - 34 Justin Davis - 30 Todd Gurley Wide Receiver - 11 Tavon Austin - 10 Pharoh Cooper - 18 Cooper Kupp - 83 Josh Reynolds - 88 Mike Thomas - 12 Sammy Watkins - 17 Robert Woods Tight End - 86 Derek Carrier - 81 Gerald Everett - 89 Tyler Higbee Offensive Linemen - 66 Austin Blythe C - 68 Jamon Brown G - 64 Andrew Donnal T - 79 Rob Havenstein G - 72 Aaron Neary C - 76 Rodger Saffold G - 65 John Sullivan C - 63 Darrell Williams T - 77 Andrew Whitworth T Defensive Linemen - 90 Michael Brockers NT - 99 Aaron Donald DT - 97 Morgan Fox DE - 71 Quinton Jefferson DT - 92 Tanzel Smart DT - 95 Tyrunn Walker NT - 93 Ethan Westbrooks DE Linebacker - 26 Mark Barron ILB - 98 Connor Barwin OLB - 50 Samson Ebukam OLB - 54 Bryce Hager ILB - 58 Cory Littleton ILB - 96 Matt Longacre OLB - 52 Alec Ogletree ILB - 51 Ejuan Price OLB - 94 Robert Quinn OLB - 53 Carlos Thompson OLB Defensive Back - 41 Marqui Christian FS - 24 Blake Countess SS - 38 Cody Davis FS - 36 Dominique Hatfield CB - 32 Troy Hill CB - 43 John Johnson SS - 22 Trumaine Johnson CB - 20 Lamarcus Joyner FS - 47 Kevin Peterson CB - 23 Nickell Robey-Coleman CB - 21 Kayvon Webster CB Special Team - 6 Johnny Hekker P - 44 Jacob McQuaide LS - 4 Greg Zuerlein K Lista delle riserve - 25 Lance Dunbar RB (PUP) - 91 Dominique Easley DE (IR) - 84 Temarrick Hemingway TE (IR) - 45 Zach Laskey FB (IR) - 15 Bradley Marquez WR (IR) - 41 Lenard Tillery RB (IR) Squadra di allenamento - 67 Omarius Bryant NT - 60 Jake Eldrenkamp C - 27 Isaiah Johnson S - 19 Paul McRoberts WR - 48 Johnny Mundt TE - 39 Sam Rogers FB 53 attivi, 9 inattivi, 10 nella squadra di allenamento |
| Legenda - I rookie sono in corsivo. - Il primo ruolo è il principale mentre gli eventuali successivi indicano i ruoli secondari. - (IR) sta per Injured Reserve ed indica la lista ristretta per un solo giocatore infortunato che può tornare ad allenarsi dopo la settimana 6 e a rientrare in prima squadra dopo che questa ha giocato 8 partite. - (NF-Inj.) / (NF-Ill.) stanno rispettivamente per Non-Football Injured e Non-Football Illness ed indicano le liste dove viene inserito un giocatore che ha un infortunio o una malattia non dipendente dal football americano. - (PUP) sta per Physically Unable to Perform ed indica la lista dove viene inserito un giocatore mentre è in attesa di recuperare la condizione fisica. Nella stagione regolare dopo la sesta partita giocata dalla propria squadra, il giocatore ha tempo tre settimane per riprendere ad allenarsi, più tre settimane aggiuntive dal suo rientro agli allenamenti per rientrare in prima squadra. |

## Calendario

### Stagione regolare
Il calendario della stagione è stato annunciato il 20 aprile 2017.
| Turno | Data               | Avversario              | Risultato          | Record             | Stadio                        | NFL.com recap      |
| ----- | ------------------ | ----------------------- | ------------------ | ------------------ | ----------------------------- | ------------------ |
| 1     | 10/9               | Indianapolis Colts      | V 46–9             | 1–0                | Los Angeles Memorial Coliseum | Recap              |
| 2     | 17/9               | Washington Redskins     | S 20–27            | 1–1                | Los Angeles Memorial Coliseum | Recap              |
| 3     | 21/9               | at San Francisco 49ers  | V 41–39            | 2–1                | Levi's Stadium                | Recap              |
| 4     | 1/10               | at Dallas Cowboys       | V 35–30            | 3–1                | AT&T Stadium                  | Recap              |
| 5     | 8/10               | Seattle Seahawks        | S 10–16            | 3–2                | Los Angeles Memorial Coliseum | Recap              |
| 6     | 15/10              | at Jacksonville Jaguars | V 27–17            | 4–2                | EverBank Field                | Recap              |
| 7     | 22/10              | Arizona Cardinals       | V 33–0             | 5–2                | Twickenham Stadium (Londra)   | Recap              |
| 8     | Settimana di pausa | Settimana di pausa      | Settimana di pausa | Settimana di pausa | Settimana di pausa            | Settimana di pausa |
| 9     | 5/11               | at New York Giants      | V 51–17            | 6–2                | MetLife Stadium               | Recap              |
| 10    | 12/11              | Houston Texans          | V 33–7             | 7–2                | Los Angeles Memorial Coliseum | Recap              |
| 11    | 19/11              | at Minnesota Vikings    | S 7–24             | 7–3                | U.S. Bank Stadium             | Recap              |
| 12    | 26/11              | New Orleans Saints      | V 26–20            | 8–3                | Los Angeles Memorial Coliseum | Recap              |
| 13    | 3/12               | at Arizona Cardinals    | V 32–16            | 9–3                | University of Phoenix Stadium | Recap              |
| 14    | 10/12              | Philadelphia Eagles     | S 35–43            | 9–4                | Los Angeles Memorial Coliseum | Recap              |
| 15    | 17/12              | at Seattle Seahawks     | V 42–7             | 10–4               | CenturyLink Field             | Recap              |
| 16    | 24/12              | at Tennessee Titans     | V 27–23            | 11–4               | Nissan Stadium                | Recap              |
| 17    | 31/12              | San Francisco 49ers     | S 13–34            | 11–5               | Los Angeles Memorial Coliseum | Recap              |

- Gli avversari della propria division sono in grassetto.

### Playoff
| Turno     | Data | Ora           | Avversario (seed)   | Risultato | Record | Stadio                        | TV  | NFL.com recap |
| --------- | ---- | ------------- | ------------------- | --------- | ------ | ----------------------------- | --- | ------------- |
| Wild Card | 6/1  | 5:15 p.m. PST | Atlanta Falcons (6) | S 13–26   | 0–1    | Los Angeles Memorial Coliseum | NBC | Recap         |

## Classifiche

### Division
| NFC West             | NFC West | NFC West | NFC West | NFC West | NFC West | NFC West | NFC West | NFC West | NFC West |
|                      | V        | P        | N        | %        | DIV      | CONF     | PF       | PS       | STR      |
| -------------------- | -------- | -------- | -------- | -------- | -------- | -------- | -------- | -------- | -------- |
| (3) Los Angeles Rams | 11       | 5        | 0        | .688     | 4–2      | 7–5      | 478      | 329      | P1       |
| Seattle Seahawks     | 9        | 7        | 0        | .563     | 4–2      | 7–5      | 366      | 332      | P1       |
| Arizona Cardinals    | 8        | 8        | 0        | .500     | 3–3      | 5–7      | 295      | 361      | V2       |
| San Francisco 49ers  | 6        | 10       | 0        | .375     | 1–5      | 3–9      | 331      | 383      | V5       |

### Conference
| Classifica della NFC 2017                                | Classifica della NFC 2017  | Classifica della NFC 2017 | Classifica della NFC 2017 | Classifica della NFC 2017 | Classifica della NFC 2017 | Classifica della NFC 2017 | Classifica della NFC 2017 | Classifica della NFC 2017 | Classifica della NFC 2017 | Classifica della NFC 2017 | Classifica della NFC 2017 | Classifica della NFC 2017 |
| #                                                        | Squadra                    | Division                  | V                         | P                         | N                         | %                         | DIV                       | CONF                      | PF                        | PS                        | D                         | STR                       |
| -------------------------------------------------------- | -------------------------- | ------------------------- | ------------------------- | ------------------------- | ------------------------- | ------------------------- | ------------------------- | ------------------------- | ------------------------- | ------------------------- | ------------------------- | ------------------------- |
| Vincitori delle division                                 |                            |                           |                           |                           |                           |                           |                           |                           |                           |                           |                           |                           |
| 1                                                        | xyz* – Philadelphia Eagles | East                      | 13                        | 3                         | 0                         | 81,3%                     | 5-1                       | 10-2                      | 457                       | 295                       | 162                       | P-1                       |
| 2                                                        | xyz – Minnesota Vikings    | North                     | 13                        | 3                         | 0                         | 81,3%                     | 5-1                       | 10-2                      | 382                       | 252                       | 130                       | V-3                       |
| 3                                                        | xy – Los Angeles Rams      | West                      | 11                        | 5                         | 0                         | 68,8%                     | 4-2                       | 7-5                       | 478                       | 329                       | 149                       | P-1                       |
| 4                                                        | xy – New Orleans Saints    | South                     | 11                        | 5                         | 0                         | 68,8%                     | 4-2                       | 8-4                       | 448                       | 326                       | 122                       | P-1                       |
| Wild Card                                                |                            |                           |                           |                           |                           |                           |                           |                           |                           |                           |                           |                           |
| 5                                                        | xw – Carolina Panthers     | South                     | 11                        | 5                         | 0                         | 68,8%                     | 3-3                       | 7-5                       | 363                       | 327                       | 36                        | P-1                       |
| 6                                                        | xw – Atlanta Falcons       | South                     | 10                        | 6                         | 0                         | 62,5%                     | 4-2                       | 9-3                       | 353                       | 315                       | 38                        | V-1                       |
| Non qualificate per i playoff                            |                            |                           |                           |                           |                           |                           |                           |                           |                           |                           |                           |                           |
| 7                                                        | Detroit Lions              | North                     | 9                         | 7                         | 0                         | 56,3%                     | 5-1                       | 8-4                       | 410                       | 376                       | 34                        | V-1                       |
| 8                                                        | Seattle Seahawks           | West                      | 9                         | 7                         | 0                         | 56,3%                     | 4-2                       | 7-5                       | 366                       | 332                       | 34                        | P-1                       |
| 9                                                        | Dallas Cowboys             | East                      | 9                         | 7                         | 0                         | 56,3%                     | 5-1                       | 7-5                       | 354                       | 332                       | 22                        | V-1                       |
| 10                                                       | Arizona Cardinals          | West                      | 8                         | 8                         | 0                         | 50%                       | 3-3                       | 5-7                       | 295                       | 361                       | -66                       | V-2                       |
| 11                                                       | Green Bay Packers          | North                     | 7                         | 9                         | 0                         | 43,8%                     | 2-4                       | 5-7                       | 320                       | 384                       | -64                       | P-3                       |
| 12                                                       | Washington Redskins        | East                      | 7                         | 9                         | 0                         | 43,8%                     | 1-5                       | 5-7                       | 342                       | 388                       | -46                       | P-1                       |
| 13                                                       | San Francisco 49ers        | West                      | 6                         | 10                        | 0                         | 37,5%                     | 1-5                       | 3-9                       | 331                       | 383                       | -52                       | V-5                       |
| 14                                                       | Tampa Bay Buccaneers       | South                     | 5                         | 11                        | 0                         | 31,3%                     | 1-5                       | 3-9                       | 335                       | 382                       | -47                       | V-1                       |
| 15                                                       | Chicago Bears              | North                     | 5                         | 11                        | 0                         | 31,3%                     | 0-6                       | 1-11                      | 264                       | 320                       | -56                       | P-1                       |
| 16                                                       | New York Giants            | East                      | 3                         | 13                        | 0                         | 18,8%                     | 1-5                       | 1-11                      | 246                       | 388                       | -142                      | V-1                       |
| Legenda                                                  |                            |                           |                           |                           |                           |                           |                           |                           |                           |                           |                           |                           |
| w — Qualificata ai playoff come wild card                |                            |                           |                           |                           |                           |                           |                           |                           |                           |                           |                           |                           |
| x — Qualificata ai playoff                               |                            |                           |                           |                           |                           |                           |                           |                           |                           |                           |                           |                           |
| y — Vincitrice della division                            |                            |                           |                           |                           |                           |                           |                           |                           |                           |                           |                           |                           |
| z — Qualificata direttamente al secondo turno di playoff |                            |                           |                           |                           |                           |                           |                           |                           |                           |                           |                           |                           |
| * — Vantaggio del fattore campo nei playoff              |                            |                           |                           |                           |                           |                           |                           |                           |                           |                           |                           |                           |

## Premi individuali
- Todd Gurley:

giocatore offensivo dell'anno
- Aaron Donald:

miglior difensore dell'anno della NFL
- Sean McVay:

allenatore dell'anno

### Pro Bowler
Cinque giocatori dei Rams sono stati inizialmente convocati per il Pro Bowl 2018:
- Todd Gurley, running back, 2ª convocazione
- Aaron Donald, defensive tackle, 4ª convocazione
- Pharoh Cooper, kick returner, 1ª convocazione
- Johnny Hekker, punter, 4ª convocazione
- Greg Zuerlein, kicker, 1ª convocazione

In seguito si sono aggiunti l'offensive tackle Andrew Whitworth, alla quarta selezione, chiamato al posto dell'infortunato Tyron Smith, e il quarterback Jared Goff, alla prima chiamata.

### Premi settimanali e mensili
- Trumaine Johnson:

miglior difensore della NFC  della settimana 1
- Todd Gurley:

miglior giocatore offensivo della NFC del mese di settembre
miglior giocatore offensivo della NFC della settimana 4
miglior giocatore offensivo della NFC della settimana 15
miglior running back della settimana 15
miglior giocatore offensivo della NFC della settimana 16
miglior running back della settimana 16
miglior giocatore offensivo della NFC del mese di dicembre
- Greg Zuerlein:

miglior giocatore degli special team della NFC della settimana 4
miglior giocatore degli special team della NFC del mese di ottobre
miglior giocatore degli special team della NFC della settimana 10
miglior giocatore degli special team della NFC del mese di novembre
- Pharoh Cooper:

miglior giocatore degli special team della NFC della settimana 6
- Jared Goff:

miglior giocatore offensivo della NFC della settimana 9
miglior quarterback della settimana 16